# Giacomo Bulgarelli
Giacomo Bulgarelli (24. říjen 1940, Medicina, Italské království – 12. únor 2009, Boloňa, Itálie) byl italský fotbalový záložník a funkcionář.

## Kariéra

### Klubová
Fotbalovou kariéru začal v roce 1959 v Boloni, kde zůstal dalších 17 let. Za tuhle dobu za ní odehrál celkem 490 utkání a vstřelil 56 branek. Získal jeden titul a to v sezoně 1963/64, také přidal dvě vítězství o Italský pohár (1969/70, 1973/74) a také jedno vítězství o Středoevropský pohár 1961. U fanoušků byl velice oblíbený i díky tom že odmítl odejít do Milána. Když v roce 1975 v Boloni skončil, zkusil ještě hrát v USA za Hartford. Po dvou zápasech ukončil kariéru nadobro.

### Reprezentační
Za reprezentací odehrál první zápas (nepočítá se OH 1960, kde se umístil na 4. místě) na MS 1962 dne 7. června proti Švýcarsku (3:0), kde vstřelil dvě branky. Také se zúčastnil MS 1966 a také vyhrál ME 1968, byť neodehrál žádné utkání. Za národním tým odehrál 29 utkání v nichž vstřelil 7 branek.
Po skončení fotbalové kariéry se stal sportovním ředitelem několika klubů (Modeně, Pistoiese, Boloni, Catanii a v Palermu). Od 90. letech pracoval jako komentátor v televizi a také jako žurnalista.

## Statistika

### Klubová
| Sezóna           | Klub             | Liga             | Liga   | Liga | Ligové poháry | Ligové poháry | Ligové poháry | Kontinentální poháry | Kontinentální poháry | Kontinentální poháry | Celkem | Celkem |
| Sezóna           | Klub             | Soutěž           | Zápasy | Góly | Soutěž        | Zápasy        | Góly          | Soutěž               | Zápasy               | Góly                 | Zápasy | Góly   |
| ---------------- | ---------------- | ---------------- | ------ | ---- | ------------- | ------------- | ------------- | -------------------- | -------------------- | -------------------- | ------ | ------ |
| 1958/59          | Boloňa           | Serie A          | 2      | 0    | IP            | 0             | 0             | -                    | 0                    | 0                    | 2      | 0      |
| 1959/60          | Boloňa           | Serie A          | 13     | 0    | IP            | 1             | 0             | -                    | 0                    | 0                    | 14     | 0      |
| 1960/61          | Boloňa           | Serie A          | 18     | 1    | IP            | 1             | 0             | Stř.P                | 0                    | 0                    | 19     | 1      |
| 1961/62          | Boloňa           | Serie A          | 26     | 8    | IP            | 1             | 0             | Stř.P                | 4                    | 1                    | 31     | 9      |
| 1962/63          | Boloňa           | Serie A          | 30     | 7    | IP            | 1             | 0             | Stř.P                | 0                    | 0                    | 31     | 7      |
| 1963/64          | Boloňa           | Serie A          | 33     | 8    | IP            | 3             | 1             | -                    | 0                    | 0                    | 36     | 9      |
| 1964/65          | Boloňa           | Serie A          | 29     | 5    | IP            | 1             | 0             | PMEZ                 | 3                    | 0                    | 33     | 5      |
| 1965/66          | Boloňa           | Serie A          | 29     | 2    | IP            | 1             | 0             | -                    | 0                    | 0                    | 30     | 2      |
| 1966/67          | Boloňa           | Serie A          | 31     | 4    | IP            | 1             | 0             | Vel.P                | 8                    | 1                    | 40     | 5      |
| 1967/68          | Boloňa           | Serie A          | 13     | 0    | IP            | 4             | 0             | Vel.P                | 6                    | 0                    | 23     | 0      |
| 1968/69          | Boloňa           | Serie A          | 24     | 2    | IP            | 2             | 0             | Vel.P                | 4                    | 0                    | 30     | 2      |
| 1969/70          | Boloňa           | Serie A          | 21     | 0    | IP            | 11            | 5             | -                    | 0                    | 0                    | 32     | 5      |
| 1970/71          | Boloňa           | Serie A          | 28     | 2    | IP            | 1             | 0             | PVP                  | 2                    | 0                    | 31     | 2      |
| 1971/72          | Boloňa           | Serie A          | 23     | 1    | IP            | 10            | 2             | PU                   | 2                    | 0                    | 35     | 3      |
| 1972/73          | Boloňa           | Serie A          | 29     | 1    | IP            | 7             | 0             | -                    | 0                    | 0                    | 36     | 1      |
| 1973/74          | Boloňa           | Serie A          | 25     | 1    | IP            | 11            | 0             | -                    | 0                    | 0                    | 36     | 1      |
| 1974/75          | Boloňa           | Serie A          | 18     | 1    | IP            | 0             | 0             | PVP                  | 1                    | 0                    | 19     | 1      |
| Celkem za Boloňu | Celkem za Boloňu | Celkem za Boloňu | 392    | 43   | -             | 56            | 8             | -                    | 30                   | 2                    | 478    | 53     |
| 1975             | Hartford         | NASL             | 2      | 0    | -             | 0             | 0             | -                    | 0                    | 0                    | 2      | 0      |
| Celkově          | Celkově          | Celkově          | 394    | 43   | -             | 56            | 8             | -                    | 30                   | 2                    | 480    | 53     |

### Reprezentační

#### Statistika na velkých turnajích
| Reprezentace | Rok     | Zápasy                      | Zápasy | Zápasy         | Zápasy           | Zápasy           | Zápasy   |
| Reprezentace | Rok     | Fáze turnaje                | Datum  | Soupeř         | Odehraných minut | Vstřelené branky | Výsledek |
| ------------ | ------- | --------------------------- | ------ | -------------- | ---------------- | ---------------- | -------- |
| Itálie       | OH 1960 | 1 zápas ve skupině          | 26. 8. | Tchaj-wan      | 90               | 0                | 4:1      |
| Itálie       | OH 1960 | 2 zápas ve skupině          | 29. 8. | Velká Británie | 90               | 0                | 2:2      |
| Itálie       | OH 1960 | O 3. místo                  | 9. 9.  | Maďarsko       | 90               | 0                | 1:2      |
| Itálie       | MS 1962 | 3 zápas ve skupině          | 7. 6.  | Švýcarsko      | 90               | 2                | 3:0      |
| Itálie       | MS 1966 | 1 zápas ve skupině          | 13. 7. | Chile          | 90               | 0                | 2:0      |
| Itálie       | MS 1966 | 2 zápas ve skupině          | 16. 7. | SSSR           | 90               | 0                | 0:1      |
| Itálie       | MS 1966 | 3 zápas ve skupině          | 19. 7. | KLDR           | 90               | 0                | 0:1      |
| Itálie       | ME 1968 | Neodehrál žádné ze 3 utkání |        |                |                  |                  |          |

#### Reprezentační branky
| Gól | Datum       | Stadion                                             | Soupeř    | Skóre | Výsledek | Soutěž                 |
| --- | ----------- | --------------------------------------------------- | --------- | ----- | -------- | ---------------------- |
| 010 | 7. 6. 1966  | Estadio Nacional de Chile, Santiago de Chile, Chile | Švýcarsko | 2:0   | 3:0      | MS 1962 – skupina      |
| 020 | 7. 6. 1966  | Estadio Nacional de Chile, Santiago de Chile, Chile | Švýcarsko | 3:0   | 3:0      | MS 1962 – skupina      |
| 030 | 12. 5. 1963 | Stadio San Siro, Milán, Itálie                      | Brazílie  | 3:0   | 3:0      | Přátelské utkání       |
| 040 | 4. 11. 1964 | Stadio Luigi Ferraris, Janov, Itálie                | Finsko    | 4:0   | 6:1      | Kvalifikace na MS 1966 |
| 05  | 5. 12. 1954 | Stadio Renato Dall'Ara, Boloňa, Itálie              | Dánsko    | 2:1   | 3:1      | Přátelské utkání       |
| 06  | 29. 6. 1966 | Stadio Comunale, Florencie, Itálie                  | Mexico    | 1:0   | 5:0      | Přátelské utkání       |
| 07  | 29. 6. 1966 | Stadio Comunale, Florencie, Itálie                  | Mexico    | 2:0   | 5:0      | Přátelské utkání       |

## Úspěchy

### Klubové

#### Národní
- vítěz italské ligy (1x)

Boloňa: 1963/64
- vítěz italského poháru (2x)

Boloňa: 1969/70, 1973/74

#### Kontinentální
- vítěz středoevropského poháru (1x)

Boloňa: 1961

### Reprezentační
- 2× na MS (1962, 1966)
- 1× na ME (1968 - zlato)
- 1× na OH (1960)

### Individuální
- člen Italské síně slávy fotbalu (2014)